# 己硼烷(10)
己硼烷(10)，又叫六硼烷(10)，是一种硼氢化合物。

## 制备
它可由戊硼烷(11)溴化后和氢化钾在乙醚的存在下反应，得到K[BrB5H7]，再与乙硼烷反应来制备。

## 理化性质
己硼烷是活泼的中等挥发性液体。它可以和炔烃发生加成反应；也可以和三甲基膦反应，得到加合物。